# KOMA Modular
	KOMA MODULAR s.r.o. je český výrobce staveb z prefabrikovaných modulů. Sídlí ve Vizovicích a své moduly vyváží do Evropy, Afriky, Asie i Ameriky. Zaměřuje se na občanské stavby.  Nejznámější stavbou firmy KOMA je český pavilon Expo 2015 navržený architekty CHYBIK + KRISTOF. Pobočka KOMA Rent, sídlící v Praze 10, se zabývá pronájmem obytných a sanitárních modulů. Pobočka KOMA Slovakia, sídlící v Nitře, se zabývá pronájmem obytných a sanitárních modulů.

## Historie

### Slušovice
Zásadním okamžikem, který zahájil cestu ke vzniku firmy byl rozpad Agrokombinátu Slušovice v roce 1990. Družstvo Slušovice bylo fenoménem doby, který v čase totalitního režimu dokázal být prosperující a rozvíjející se firmou. Ve Slušovicích záleželo na kvalitě pracovníků i jejich pracovního nasazení. Toto pracovní prostředí umožnilo, že zde i v době před revolucí působili manažeři, kteří po revoluci dokázali po rozpadu JZD Slušovice navázat na podnikání této firmy dalšími aktivitami. Mezi nově nastupující generaci manažerů ze Slušovic patřil i Stanislav Martinec, současný majitel a ředitel společnosti KOMA Modular, který byl do jedné ze slušovických firem ve Vizovicích přeložen ještě tehdejším vedením na pozici ředitele. V té době se ve Vizovicích vyráběly maringotky a ředitel Martinec byl pověřen řízením části této družstva.

### Mobimont a ACRO
Po rozpadu Slušovic dal dohromady tehdejší ředitel ve Vizovicích skupinu desítek lidí a založil s nimi novou firmu Mobimont. Ta opustila výrobu maringotek, které již nedokázaly navázat na zašlou slávu, a začala vyrábět obytné moduly Mobires. Avšak nejasná skupina restituentů, kteří vznesli nároky na majetky, na nichž se nacházel výrobní areál, desítky zainteresovaných lidí, kteří nerozuměli chodu „kapitalistické“ firmy, vedení bez jasných pravomocí - to vše předurčilo rozpad Mobimontu za několik málo měsíců.
Nástupnickou firmou Mobimontu se stala na začátku roku 1991 společnost ACRO, která okamžitě přešla z výroby Mobiresů na standardní obytné kontejnery, které již byly hojně vyráběny v západní Evropě. Nicméně rozdílné názory spolumajitele Stanislava Martince a jeho společníka na rozvoj společnosti, strategie prodeje výrobků a rozdílné názory na uplatnění na trhu způsobily jepičí život i této společnosti. Ta reálně fungovala podobně dlouhou dobu jako Mobimont.

### KOMA Modular
Roku 1992 založil Stanislav Martinec společně s Martinem Hartem novou společnost KOMA MODULAR CONSTRUCTION. Tato nově vzniklá firma navázala na výrobu obytných kontejnerů a díky změně v postojích k prodeji svých výrobků se dostala i na evropský trh.

K zásadním milníkům firmy patřilo zavedení výroby kontejnerů, jejichž nosná kostra je z žárově pozinkovaného plechu. V roce 1995 byl zahájen pronájem obytných kontejnerů. Dále firma zavedla výrobu skladatelných kontejnerů, které je možné transportovat na místo stavby i letecky. Vyvinula několik typů speciálních modulů, které mají oproti standardním poněkud odlišné vlastnosti. Patří k nim tzv. protivýbuchový kontejner s odolností 8 psi, nebo nízkoenergetický modul, který splňuje předepsaný tepelný odpor a lze z něj vytvářet stavby, které vyhovují normativním tepelně izolačním požadavkům. Pravidelně pořádá studentskou architektonickou soutěž pod názvem „Modulární architektura“. Byla založena rakouská firma KOMA Space, jež se soustředí na výrobu humanitárních kontejnerů a tzv. City modulů.

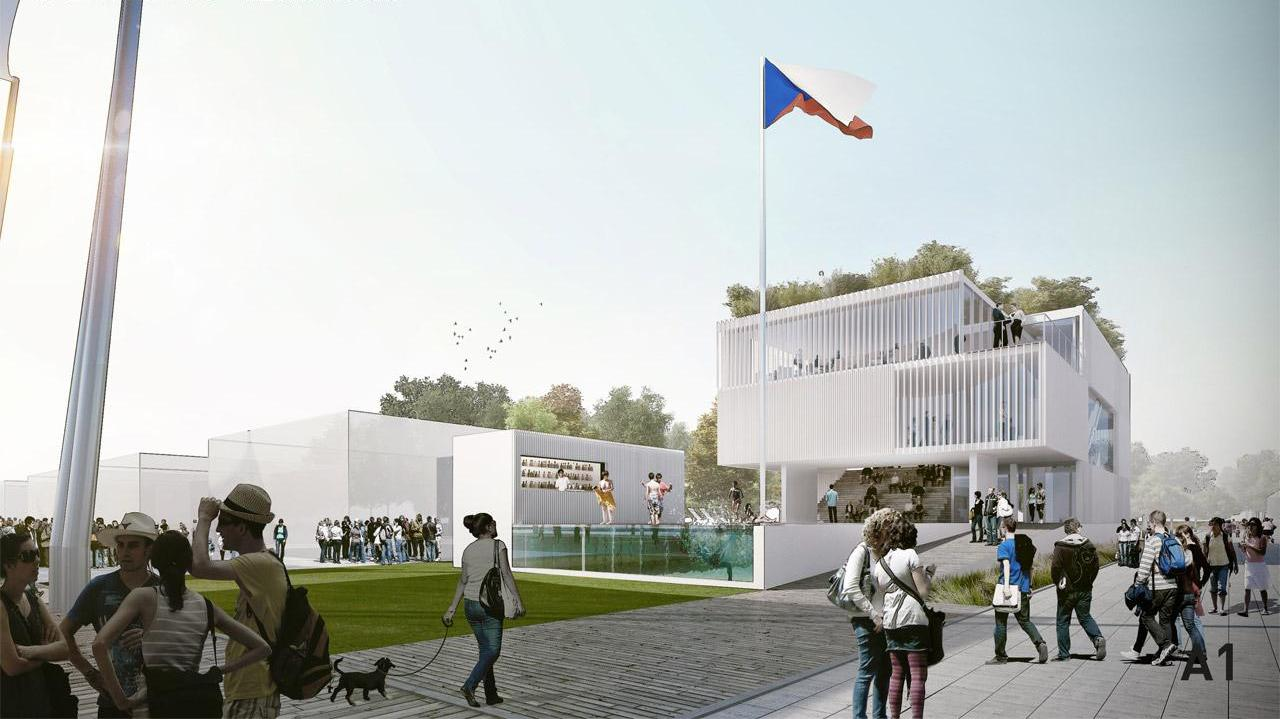
Pavilon ČR na Expo 2015 v Miláně

Díky významné podpoře z fondů Evropské unie si mohla firma dovolit zakoupit špičkové CNC stroje na vysekávání a ohýbání plechů. Roku 2013 si firma zkrátila název na KOMA Modular. Soustředí se především na segment občanských staveb, zejména školských, sportovních a administrativních budov.

## Významné události
V roce 2013 zvítězila KOMA Modular díky spojení s architekty Ondřejem Chybíkem a Michalem Krištofem ve výběrovém řízení na dodavatele stavby českého pavilonu pro EXPO 2015 v Miláně. V porotě tehdy zasedali Eva Jiřičná, David Vávra a Zdeněk Lukeš a ze tří finalistů vybrali právě jejich návrh, který využil modulárního způsobu stavění, což korespondovalo s myšlenkou ohleduplnosti k životnímu prostředí, která byla hlavním tématem výstavy Expo 2015. Po skončení výstavby EXPO společnost KOMA modulární budovu rozebrala a přemístila do Vizovic, kde jej přebudovala na sídlo společnosti. Od roku 2018 tak slouží jako administrativní budova. 
V roce 2015 KOMA Modular získala ocenění Firma roku. V roce 2017 představila svůj modulární dům pro Českou televizi, který realizovala na Mezinárodním filmovém festivalu v Karlových Varech. 
V roce 2017 získal Stanislav Martinec ocenění EY Podnikatel roku za Zlínský kraj.
V roce 2021 KOMA Modular otevřela Vývojové a inovační centrum modularity - jedná se o unikátní modulární budovu opět z dílny architektů CHYBIK + KRISTOF.
V roce 2022 předala první modulární letiště na světě v africkém Saint-Louis. Jednalo se o největší českou zakázku na africký kontinent za posledních minimálně 50 let. Letiště se skládá z letištního terminálu a z technického hangáru. Stavba je realizována z celkem 142 modulů, které vytvořili plochu o rozloze téměř 3 500 m².